# (4628) Laplace
Laplace (asteroide 4628) pertenece al cinturón de asteroides. Su órbita posee una excentricidad de 0,1182014 y un período orbital de 1 571,31 días (4,3 años).
Laplace tiene una velocidad orbital media de 18,31784344 km/s y una inclinación de 11,79192º.
Este asteroide fue descubierto en 7 de septiembre de 1986 por Eric Walter Elst.
Su nombre es un homenaje al célebre matemático francés Pierre-Simon Laplace (1749-1827).